# Osteocephalus planiceps
Osteocephalus planiceps är en groddjursart som beskrevs av Cope 1874. Osteocephalus planiceps ingår i släktet Osteocephalus och familjen lövgrodor. IUCN kategoriserar arten globalt som livskraftig. Inga underarter finns listade i Catalogue of Life.